# Kestrel
Kestrel, il cui vero nome è John Wraith, è un personaggio dei fumetti, creato da Larry Hama, pubblicato dalla Marvel Comics. Fa la sua prima apparizione in Wolverine (volume 2) n. 48 (novembre 1991).

## Altre versioni

### Ultimate
A differenza della sua controparte nell'universo classico, John Wraith nell'Ultimate Universe è un colonnello dell'esercito ed uno dei capi del progetto arma x, odia i mutanti.

## Poteri e abilità
Kestrel ha l'abilità di teletrasportarsi ovunque egli voglia in brevissimo tempo, riuscendo anche a trasportare con sé oggetti e persone in gran quantità. Dopo essersi sottoposto al programma Arma X, ha acquisito anche la capacità di invecchiare lentamente (probabilmente per via di qualche sostanza iniettatagli) e di essere immune alle droghe, ma non alle malattie, poiché non dispone di un fattore rigenerante. Kestrel adora particolarmente l'uso di bombe, alcune create appositamente da lui, che esplodono grazie ad un comando a distanza.

## Altri media

### Cinema
Kestrel appare nel film X-Men le origini - Wolverine, interpretato dal cantante will.i.am dei The Black Eyed Peas. Qui, presentato con il nome "Barattatore", fa parte del team composto da Wolverine, Victor Creed, Wade Wilson, Agent Zero, Chris Bradley e Fred Dukes, sotto il comando di Striker. Più avanti, dopo l'abbandono di Logan, decide anche lui di lasciare la squadra, per via dei modi poco ortodossi di Stryker nei confronti degli altri mutanti; così facendo, diventa un istruttore di boxe. Quando Wolverine cerca spiegazioni su dove si trovi Stryker, John gli suggerisce di parlarne con Fred durante un incontro di boxe. Poco dopo si dirigono entrambi da un certo Remy LeBeau, un prigioniero fuggito dalla base di Stryker, e qui John affronta Sabretooth. Dopo un breve combattimento, John ha la peggio, viene ferito mortalmente e gli viene spezzata la colonna vertebrale. Sabretooth raccoglie un suo campione di sangue per il progetto Arma XI, che Stryker sta ultimando. I suoi poteri vengono donati a Deadpool, che riesce così a trasportarsi durante il combattimento contro Wolverine.

### Videogiochi
Kestrel è presente nel videogioco APB Reloaded come personaggio nabbo, nel corso di un video afferma che warz ha una buona grafica.